# The Almost
I The Almost sono un gruppo musicale alternative rock statunitense proveniente da Clearwater in Florida.
Sono conosciuti anche come progetto parallelo di Aaron Gillespie, batterista della band christian metalcore degli Underoath.
Nel loro stile sono compresi diversi elementi che vanno dall'emo al rock più classico e al rock acustico.

## Storia del gruppo
Non è nota nessuna data precisa per la fondazione della band da parte di Aaron Gillespie. In data 1º ottobre 2005 è stata creata la pagina sulla rete sociale MySpace del complesso mentre il 4 ottobre 2005 sono stati pubblicati due brani: I Mostly Like to Copy Other People e They Say You Can Never Write I Told You So in a Song But Here I Go.
Gillespie collaborò con Kenny Vasoli per incidere Yule Be Sorry, canzone destinata a Happy Christmas Volume 4 per Tooth & Nail Records (casa discografica anche degli Underoath). Arrivò nei negozi il 25 ottobre 2005. Gillespie continuò a scrivere le canzoni da solo mentre registrava Define The Great Line con la sua band più affermata, gli Underoath, dove suona la batteria e canta.
Nel 2007, il gruppo prese parte al tour dei Paramore, RIOT!, affiancando The Starting Line e Set Your Goals. In maggio pubblicarono un brano b-side Hold On, che fu originariamente messo in vendita esclusivamente su iTunes come brano bonus.
Il loro album di debutto, Southern Weather, fu messo in commercio il 3 aprile 2007, ma fu registrato tra marzo e febbraio dell'anno precedente. Il loro primo singolo è Say This Sooner. Il fondatore della band ha registrato ogni strumento nell'album, ad eccezione del basso, con l'aiuto di Kenny Vasoli membro dei The Starting Line Helped.
Nella band entrarono in seguito Jay Vilardi (chitarra), Dusty Redmon (chitarra), Alex Aponte (basso) Rusty Shackleford (voce) and Kenny Bozich (batteria).
Negli anni seguenti, il gruppo ha pubblicato altri tre album: Monster Monster (nel 2009), Fear Inside Our Bones (2013) e Fear Caller (2019).

## Discografia

### Album in studio
- 2007 - Southern Weather (Tooth & Nail, Virgin)
- 2009 - Monster Monster (Tooth & Nail, Virgin)
- 2013 - Fear Inside Our Bones (Tooth & Nail)
- 2019 - Fear Caller (Fearless Records)

### EP
- 2008 - No Gift to Bring
- 2009 - Monster EP
- 2010 - Monster Monster EP

### Singoli
- 2007 - Say This Sooner
- 2007 - Southern Weather
- 2009 - Lonely Wheel
- 2009 - Hands
- 2010 - Free Fallin
- 2013 - I'm Down
- 2019 - Chokehold